# Kasteel van Épinal
Het Kasteel van Épinal (Frans: Château d'Épinal) is een kasteel in de Franse gemeente Épinal. Het is een beschermd monument sinds 1992.
Het kasteel is gelegen op een hoogte van 387 meter.
Het kasteel werd gebouwd rond het jaar 980 op last van Diederik I van Metz, een neef van de Duitse keizer Otto I de Grote. 
Rond 1260 werd het kasteel vernieuwd op last van Jacob, hertog van Lotharingen. 
In 1356 werd het kasteel beschadigd door de aardbeving, die vooral berucht is doordat ook de Zwitserse stad Basel er zwaar door werd getroffen.
In 1465 werd het, kort voordien van extra fortificaties voorzien, kasteel belegerd door de Lotharingers. Dezen namen de stad en het kasteel een jaar later in. In 1626 werd een renovatie uitgevoerd en kreeg het kasteel een barokinterieur. In 1670 werd het kasteel samen met de stad veroverd door Frankrijk, in die tijd geregeerd door koning Lodewijk XIV. Na die verwoesting verviel het gebouwencomplex geleidelijk tot een ruïne. Van 1740-1923 was een gedeelte van het gebouw als kazerne in gebruik. In 1809 werd naast de ruïne een pagode-achtige toren in imitatie-Chinese stijl gebouwd ( tour chinoise).  In de 19e eeuw werd rond het kasteel een park aangelegd.
Sinds 1975 wordt systematisch gewerkt aan archeologisch onderzoek, gedeeltelijke restauratie dan wel conservering van het complex.